# It's in the Rain
«It's In The Rain» es el segundo sencillo europeo de Enya extraído de su álbum Amarantine de 2005. Fue publicado solo en algunos países europeos a comienzos de 2006.
En otros lugares, como el Reino Unido e Irlanda, el sencillo fue publicado en noviembre de 2006 como disco promocional de la reedición navideña de Amarantine en 2006. Ésta reedición del sencillo incluía una portada diferente y en lugar de traer los temas de acompañamiento como "Drifting"; incluía el villacico navideño Adeste Fideles en motivo de la ocasión del lanzamiento de "Amarantine Special Christmas Edition".

Sin ninguna promoción el sencillo alcanzó el puesto #195 en el Reino Unido.

## Listado de canciones
| Edición Regular |                    |                |          |  |
| N.º             | Título             | Autor          | Duración |  |
| 1.              | «It's In The Rain» | Enya/Roma Ryan | 3:43     |  |
| 2.              | «A Moment Lost»    | Enya/Roma Ryan | 3:05     |  |
| 3.              | «Drifting»         | Enya/Roma Ryan | 4:06     |  |
| 10:54           |                    |                |          |  |

| Edición Promocional Navideña |                    |                |          |  |
| N.º                          | Título             | Autor          | Duración |  |
| 1.                           | «It's In The Rain» | Enya/Roma Ryan | 4:06     |  |
| 2.                           | «Adeste Fideles»   | Traditional    | 3:59     |  |
| 8:05                         |                    |                |          |  |

- Datos: Q389006